# Галуа, Эварист
Эвари́ст Галуа́ (фр. Évariste Galois /evaʁist ɡalwɑ/; 25 октября 1811, Бур-ла-Рен, О-де-Сен, Франция — 31 мая 1832, Париж, Франция) — французский математик, основатель современной высшей алгебры. Радикальный революционер-республиканец, он был застрелен на дуэли в возрасте двадцати лет.

## Биография
Эварист Галуа родился в Бур-ла-Рене, южном предместье Парижа. Он был вторым среди троих детей Николя-Габриэля Галуа (1775—1829) и Аделаиды-Мари Демант (1788—1872). Отец был убеждённым республиканцем, и когда Эваристу исполнилось четыре года, отец стал мэром города, сохранив этот пост при реставрации монархии и далее, вплоть до 1829 года.
В возрасте двенадцати лет Эварист Галуа поступил в Королевский коллеж Луи-ле-Гран. Во время обучения в этом заведении он стал свидетелем попытки заговора учеников, придерживающихся республиканских взглядов, против руководства коллежа из-за слухов о возможном преобразовании его в иезуитское училище (коим он был до революции). Заговор был раскрыт, после чего более ста учащихся коллежа были с позором исключены.
Лишь с 16 лет Галуа начал читать серьёзные математические сочинения. В числе прочих ему попался мемуар Нильса Абеля о решении уравнений произвольной степени. По мнению преподавателей, именно математика превратила его из послушного ученика в выдающегося. Тема захватила Галуа, он начал собственные исследования и уже в 17 лет опубликовал свою первую работу в журнале «Annales de Gergonne». Однако талант Галуа не способствовал его признанию, так как его решения часто превосходили уровень понимания преподавателей, а свои умозаключения он зачастую не трудился ясно излагать на бумаге и опускал вещи, бывшие очевидными для него, не понимая, что они не очевидны для других.
В 1828—1829 годы Галуа дважды провалил экзамен в Политехническую школу, поступление в которую было важно для него ещё и потому, что она была прибежищем республиканцев. В первый раз краткость решений Галуа и отсутствие пояснений на устном экзамене привели к тому, что он не был принят, через год на устном экзамене он оказался в той же ситуации и в отчаянии от непонимания экзаменатора швырнул в него тряпкой. Незадолго до этого события, в семье Галуа произошло трагическое событие, 2 июля 1829 года его отец Галуа-старший покончил жизнь самоубийством, не выдержав травли со стороны священника-иезуита, вновь прибывшего в родной город Галуа, который издал якобы написанные отцом Эвариста злобные памфлеты (за Николя-Габриэлем Галуа закрепилась слава остроумного писателя сатирических памфлетов). В этом же году Эварист Галуа отправил Коши на рецензию свою работу в двух частях, и она была одобрена Коши, но затем утеряна и не попала в Парижскую академию на конкурс математических работ. 
В 1829 году Галуа всё же удалось поступить в Высшую нормальную школу, но проучившись год, он был исключён за участие в политических выступлениях республиканского направления.
В 1830 году во Франции произошла Июльская революция, король Карл X свергнут, но левым не удалось добиться своего — провозгласить республику, и дело закончилось заменой короля на более либерального Луи Филиппа Орлеанского.
Галуа послал мемуар о своих открытиях  Жану Батисту Фурье для участия в конкурсе на приз Академии , но спустя несколько дней Фурье умер, так и не успев им заняться, а сама рукопись мемуара исчезла — в оставшихся после смерти учёного бумагах она не была обнаружена. Приз получил Абель. Галуа удалось опубликовать три статьи с изложением основ своей теории. Статья, посланная Пуассону, была отвергнута со следующей резолюцией:
Во всяком случае, мы сделали всё от нас зависящее, чтобы понять доказательство г-на Галуа. Его рассуждения не обладают ни достаточной ясностью, ни достаточной полнотой для того, чтобы мы могли судить об их точности, поэтому мы не в состоянии дать о них представление в этом докладе.
Галуа продолжил участвовать в выступлениях республиканцев, вёл себя вызывающе. Дважды он был заключён в тюрьму Сент-Пелажи. Первый раз его арестовали 10 мая 1831 года. 15 июня в суде присяжных департамента Сены начался разбор дела. Благодаря стараниям адвоката Дюпона Галуа был оправдан и без дальнейших проволочек отпущен на свободу. Второй раз Галуа просидел в Сент-Пелажи с 14 июля 1831 года до 16 марта 1832 года, когда его, заболевшего, перевели в больницу, помещавшуюся в доме № 86 по улице Лурсин. Есть сведения, что Галуа оставался там ещё некоторое время после того, как 29 апреля кончился срок его заключения. Эта больница — его последнее известное место жительства. Здесь он встретил девушку по имени Стефани (Stéphanie-Félicité Poterin du Motel), дочь Жана-Луи Потерен-Дюмотеля, одного из врачей. Из сохранившихся писем известно, что Галуа был страстно влюблён в неё. Неизвестно, какова была степень близости их отношений, но они считаются главной причиной его гибели.
Галуа был смертельно ранен на дуэли, состоявшейся рано утром 30 мая около пруда Гласьер в Жантийи. Конфликт был формально связан с любовной интригой, но имелись также подозрения, что он был спровоцирован роялистами. Противники стреляли друг в друга из пистолетов на расстоянии нескольких метров. Пуля попала Галуа в живот. Несколько часов спустя один из местных жителей случайно наткнулся на раненого и отвёз его в больницу Кошен. Обстоятельства дуэли выяснить не удалось, с кем именно стрелялся Галуа, неизвестно. На следующий день, 31 мая 1832 года, в 10 часов утра Эварист Галуа скончался. 2 июня 1832 года он был похоронен на Монпарнасском кладбище.
В ночь перед дуэлью Галуа написал несколько коротких писем и длинное письмо своему другу Огюсту Шевалье, в котором кратко изложил итоги своих исследований.

## Научные достижения
За двадцать лет жизни и четыре года увлечения математикой Галуа успел сделать открытия, ставящие его на уровень крупнейших математиков XIX века.
Галуа исследовал проблему нахождения общего решения уравнения произвольной степени, то есть задачу, как выразить его корни через коэффициенты, используя только арифметические действия и радикалы.
Нильс Абель несколькими годами ранее доказал, что для уравнений степени 5 и выше решение «в радикалах» невозможно, однако Галуа продвинулся намного дальше: он нашёл необходимое и достаточное условие для того, чтобы корни уравнения допускали выражение через радикалы. Это был выдающийся результат, но ещё более ценными были те методы, с помощью которых Галуа удалось его получить. Решая эти задачи, он заложил основы современной алгебры, вышел на такие фундаментальные понятия, как группа (Галуа первым использовал этот термин, активно изучая симметрические группы) и поле (конечные поля носят название полей Галуа).
В своём предсмертном письме Галуа также упоминает среди своих достижений некие исследования по «многозначности функций» (фр. ambiguïté des fonctions); Феликс Клейн полагал, что Галуа открыл идею римановой поверхности.
Работы Галуа, немногочисленные и написанные предельно сжато, поначалу остались непоняты современниками. Огюст Шевалье и младший брат Галуа, Альфред, послали последние работы Галуа Гауссу и Якоби, но ответа не дождались. Только в 1843 году открытия Галуа заинтересовали Лиувилля, который опубликовал и прокомментировал их (1846). Открытия Галуа произвели огромное впечатление и положили начало новому направлению — теории абстрактных алгебраических структур. Следующие двадцать лет Кэли и Жордан развивали и обобщали идеи Галуа, которые совершенно преобразили облик всей математики.

## Память
В честь Эвариста Галуа названы кратер Галуа на обратной стороне Луны (1970 год), астероид (9130) Галуа (1998 год) и ряд математических терминов:
- Абсолютная группа Галуа
- Геометрия Галуа
- Группа Галуа
- Дифференциальная теория Галуа
- Конечное поле («поле Галуа»)
- Модуль Галуа[англ.]
- Расширение Галуа
- Соответствие Галуа
- Теория Галуа
- Французский лицей «Lycée Évariste Galois»

## Труды на русском языке
- Галуа Э. Сочинения. С приложением статьи П. Дюпюи: Жизнь Эвариста Галуа. М.-Л.: Гостехиздат, 1936. Серия: Классики естествознания.

## Образ в художественной литературе
- Г. Л. Олди, Андрей Валентинов. Алюмен. М.: Эксмо, 2009.
- Petsinis, Tom. The French Mathematician. — Berkley Trade, 2000. — 426 с. — ISBN 978-0425172919.
- Вигано Лука. Галуа. Пьеса. — Тактика кота. Шесть современных итальянских пьес. М.: Три квадрата.2010.
- Эварист Галуа фигурирует в рассказе писателя-фантаста А. Д. Балабухи «Аппендикс» (вошёл в сборник «Фантастика-67» изд-ва «Молодая гвардия»). Из аннотации: «Благодаря открытиям Галуа человечество получило водородную бомбу уже в девятнадцатом веке и уничтожило себя в ядерной войне». Пришельцы из космоса, подстроив дуэль, «удаляют» Галуа, как аппендикс, ради того, чтобы не погибло всё человечество. Название рассказа вызывает ассоциацию с другим гениальным юношей — одним из основателей неевклидовой геометрии Яношем Бойяи: его главная работа так и называлась «Appendix».